# Прогресс М-63
Прогресс М-63 — транспортный грузовой космический корабль (ТГК) серии «Прогресс», запущен к Международной космической станции. 28-й российский корабль снабжения МКС. Серийный номер 363.

## Цель полёта
Доставка на борт МКС топлива, продуктов, воды и других расходуемых материалов, необходимых для эксплуатации станции в пилотируемом режиме.

## Хроника полёта
- 05.02.2008, в 16:02:57 (MSK), (13:02:57 UTC) — запуск с космодрома Байконур;
- 07.02.2008, в 17:30:13 (MSK), (14:30:13 UTC) — осуществлена стыковка с МКС к стыковочному узлу на агрегатном отсеке служебного модуля «Пирс». Процесс сближения и стыковки проводился в автоматическом режиме;
- 07.04.2008, в 11:49:42 (MSK), (08:49:42 UTC) — ТГК был отстыкован от орбитальной станции[2].